# Anopheles paltrinierii
Anopheles paltrinierii är en tvåvingeart som beskrevs av Shidrawi och Gillies 1987. Anopheles paltrinierii ingår i släktet Anopheles och familjen stickmyggor.
Artens utbredningsområde är Oman. Inga underarter finns listade i Catalogue of Life.